# James Sherman
Pour les articles homonymes, voir Sherman.
James Schoolcraft Sherman, né le 24 octobre 1855 à Utica (État de New York) et mort le 30 octobre 1912, au même endroit, est un homme politique américain. Membre du Parti républicain, il est vice-président des États-Unis entre 1909 et 1912 dans l'administration du président William Howard Taft.

## Biographie
James Sherman est né le 24 octobre 1855 à Utica (État de New York), et diplômé en droit d'Hamilton en 1878.
Inscrit au barreau de l'État de New York, maire d'Utica en 1884, il est élu à la Chambre des représentants des États-Unis pour l'État de New York de 1887 à 1891 et de 1893 à 1909.
En 1908, il est candidat républicain à la vice-présidence au côté de William Howard Taft, est élu et entre en fonction le 4 mars 1909.
En juin 1912, il est de nouveau choisi pour exercer un second mandat de vice-président mais il meurt brutalement à Utica le 30 octobre 1912, quelques jours avant l'élection.
Il est alors remplacé sur le ticket républicain par Nicholas Butler. Cependant, au jour de l'élection, le ticket du président Taft arrive troisième derrière le démocrate Woodrow Wilson et le candidat dissident Theodore Roosevelt.
James Sherman est enterré au cimetière de Forest Hill à Utica.